# Ford RS200
Ford RS 200 byl sportovnějším modelem automobilky Ford ve Spojeném království. Byl představen v roce 1984 na turínském autosalonu. Vůz byl předurčen pro automobilové soutěže. Motor byl přeplňován turbodmychadlem a byl umístěn před zadní nápravou. Vozidlo mělo pohon všech 4 kol. Od konce roku 1985 se začal účastňovat závodů. Měl navázat na úspěchy Escortu RS, který patřil mezi kvalitní závodní vozy. Nástupcem Escortu měl být původně typ 1700 T s přeplňovaným motorem ale pohonem pouze zadní nápravy. Vývoj tohoto typu byl ale zastaven z důvodu úspěchů vozu Audi Quattro s pohonem 4x4. Poprvé vůz startoval na Lindisfarne rally, kde zvítězil. Největším úspěchev vozu bylo třetí místo na švédské rally. Po skončení skupiny B získal vůz řadu úspěchů v rallycrosu.

## Technická data
Motor – čtyřdobý řadový čtyřválec Cosworth o objemu 1803 cm³ a výkonu 175 kW. V závodní verzi se výkon pohyboval v rozmezí 308 až 368 kW. Pětistupňová převodovka. Nezávislé zavěšení kol s příčnými rameny a vinutými pružinami s teleskopickými tlumiči.
Základní rozměry vozu – délka 4000 mm, šířka 1764 mm, hmotnost 1180 kg.